# Cosmin Vâtcă
Cosmin Andrei Vâtcă (* 12. Mai 1982 in Turda, Kreis Cluj) ist ein rumänischer ehemaliger Fußballspieler.

## Karriere
Vâtcă startete 2001 seine Profikarriere beim FC Bihor Oradea und war seiner ersten Saison Ersatztorhüter in der Divizia B, kam jedoch auf 11 Einsätze. 2003 stieg er mit Oradea in die Divizia A auf und gab sein Debüt in der ersten rumänischen Liga am 2. Mai 2004 gegen Steaua Bukarest. Das Spiel endete 3:0 für Steaua. Nach dieser Saison stieg Oradea wieder ab und Vâtcă wurde zur Nummer eins. Im Januar 2006 wechselte er für 15.000 Euro zu Oțelul Galați und kam so wieder in die Divizia A. Er spielte dort für zwei Saisonen und kam auf 48 Einsätze. 2007 wechselte Vâtcă zu Steaua Bukarest, wo er aber nur für die zweite Mannschaft auflief. Im Januar 2009 wurde er bis zum Saisonende an Gaz Metan Mediaș ausgeliehen, ehe ihn Gaz Metan fest verpflichtete.
Nachdem Vâtcă in der Saison 2010/11 als Nummer zwei hinter Răzvan Pleșca nur auf zwei Einsätze gekommen war, verließ er Gaz Metan in der Winterpause und wechselte zu FK Xəzər Lənkəran nach Aserbaidschan. Im Sommer 2011 kehrte er zurück. Ein halbes Jahr später schloss er sich dem Ligakonkurrenten Rapid Bukarest an. Im Sommer 2012 wechselte er zu Aufsteiger FC Viitorul Constanța. Nachdem er in der Hinrunde 2013/14 nur auf drei Einsätze gekommen war, verließ er Viitorul Anfang 2014 und kehrte zu Gaz Metan zurück. Dort kam er erneut nicht an Pleșca vorbei und saß meist auf der Ersatzbank. Im Sommer 2014 heuerte er bei CFR Cluj an. Dort kommt er als Ersatztorhüter nur selten zum Zuge. Beim Pokalsieg 2016 saß er auf der Auswechselbank. Zu Beginn der Spielzeit 2017/18 war er zunächst die Nummer eins im Tor. Nach der Verpflichtung von Giedrius Arlauskis musste er wieder ins zweite Glied rücken. Am Ende der Saison gewann er mit seiner Mannschaft die rumänische Meisterschaft.

## Erfolge
- Rumänischer Meister: 2018
- Rumänischer Pokalsieger: 2016